# 람보르기니 무르시엘라고
람보르기니 무르시엘라고(Lamborghini Murcielago)는 이탈리아의 대표적인 스포츠카 제조업체 람보르기니가 제작한 2도어, 2시트 고성능 스포츠카이다. 흔히 슈퍼카로 알려지고 있으며, 가장 최근에 진화된 V12 엔진을 탑재하고 있어 아벤타도르 이전에 람보르기니 라인업의 기함이다. 무르시엘라고 쿠페는 2001년부터 2002년식 모델을 생산했다. 디아블로의 후속차로, 폭스바겐 AG에서 경영권을 인수한 후 무려 11년 만에 디아블로의 후속으로 새롭게 디자인됐다. 줄여서 무르시로 부르기도 한다. 벨기에에서 출생한 페루인 루크 동커볼케(Luc Donckerwolke)가 1998년부터 2005년까지 수석 디자이너를 담당했다. 로드스터 버전은 2004년에 소개됐으며, 뒤이어 2세대 무르시엘라고인인 LP640과 LP650-4 로드스터가 소개됐다. 최근에 출시된 LP670-4 슈퍼-벨로체가 2010년 11월 10일까지 람보르기니 무르시엘라고의 마지막 이름표를 달고 생산되었으며, 2011년에 후속 차량인 아벤타도르로 대체되었다.

## 이름
자동차의 이름은 람보르기니의 전통에 따라 투우와 관련된 이름을 사용했다. 무르시엘라고(Murcielago)라는 이름의 어원은 1879년으로 거슬러 올라간다. 1879년에 스페인 코르도바도에서 열린 투우장에서 투우사 라파엘 몰리나 산체스(다른 이름 : 라파엘 "엘 라가르티조" 몰리나 산체스)의 칼에 24번이나 찔리고도 죽지 않은 황소 '무르시엘라고'에서 따왔다. 무르시엘라고는 호아킨 델 발 디 나바라(Joaquin del Val di Navarra)의 농장에 기르던 황소였다. 후에 돈 안토니오 미우라에게 선물되었으며, 미우라가 기른 황소 중 가장 유명한 황소였다. 라파엘 몰리나 산체스와의 싸움에서 열정적인 모습을 보여줘 좀처럼 드문 명예도 얻은 황소였다. 람보르기니는 제일의 자동차를 위해 이 이름을 사용하지 않고 있었다.
한편, 무르시엘라고는 박쥐를 스페인어로 표기한 것이기도 하다. 스페인어에서 박쥐의 발음이 무르티-(치)-에라고(murθiˈelaɣo)이며, [θ]는 치아의 마찰음으로 표현되는 무성음이다. murθiˈelaɣo는 표준 스페인어이다. 어쨋건 람보르기니는 위 발음에 'S'를 추가하여 스페인 남부 지방과 라틴 아메리칸 스페인어의 발음인 무르시-(치)-에라고(mursiˈelaɣo)로 바꾸었다. 이 이름의 발음이 훨씬 쉽기 때문이다.

## 1세대

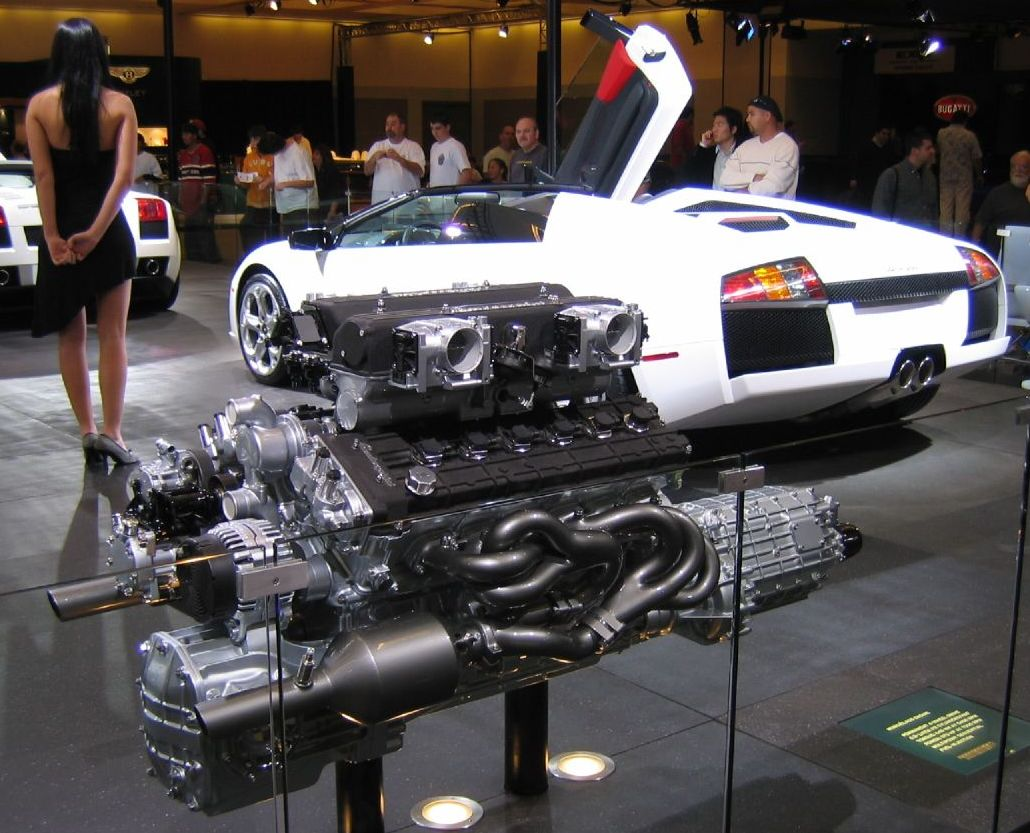
1세대 무르시엘라고의 6.2리터 V12 엔진

### 무르시엘라고
무르시엘라고는 사륜구동, 미드십 스포츠카이다. 지붕과 땅 사이의 높이가 채 4피트 (약 121 센티미터)도 되질 않는 원채 낮은 쿠페의 차체가 특징이다. 시저 도어를 채택해 이국적인 이미지를 살린 슈퍼카이며, 2001년부터 2006년까지 1세대 무르시엘라고가 생산됐다. 1960년대부터 끊임없는 발전을 거듭하여 세계에서 가장 정교한 V12엔진이 탑재되어 있고 총 배기량은 6.2리터이다. 뒷쪽의 차동장치는 엔진과 통짜로 연결되어 있으며, 점성액의 연결 구조(커플러)로 만들어진 사륜구동의 축이 중심에 있다. 네 바퀴에 힘을 전달하는 것은 6단 수동 변속기이며, 독립된 더블-위시본 서스펜션이 탄소 섬유(카본 파이버)과 강철로 만들어진 차체를 지탱하고 있다. 자동차의 어깨쪽에 전자식으로 작동되는 후방 스포일러와 공기 통풍구가 있다. 평상시에는 통풍구가 안쪽으로 들어가 있으며, 스포일러 역시 접혀져 있다. 일정한 속도에 도달한 채 높은 속도로 올라가면 통풍구가 양 옆에서 튀어나와 엔진 냉각에 도움을 주며, 스포일러는 공기역학적인 도움을 준다.
무르시엘라고에 탑재된 6.2리터 V12 엔진은 580마력의 힘을 냈고, 유럽에서 흔하게 사용되는 동력 장치를 탑재하고 있었다. 60마일 (97km/h)까지의 가속시간은 3.8초였다. 1세대 무르시엘라고는 람보르기니의 전통에 따라 원래는 "LP580"이라는 이름을 사용하려고 했다. 하지만 후속 차량들부터 출력이 기하학적으로 늘어나기 시작해 "LP"라는 코드네임은 후속 차량들에게 사용되었다. LP는 Longitudinale Posteriore의 약자로, 한글로 직역하면 "후방 세로 배치"라는 뜻이다. LP580의 뜻은, "엔진을 후방(조금 더 자세히는 '뒷쪽 중앙')에 세로로 배치한 580마력"이라는 뜻이다.
무르시엘라고 로드스터는 2004년과 2005년 사이에만 만들어져 쿠페보다 그 수가 현저히 적다. 로드스터의 경우, 100 마일 (160 km/h) 이상으로 달릴 때 앞 창문(바람막이 창)의 윗쪽에 뚜껑을 덮으라는 표시가 뜬다. 무르시엘라고의 로드스터 디자인을 담당한 Donckerwolke는, B-2 스텔스 폭격기와 웰리(Wally)가 만든 118 웰리파워 요트 , 그리고 건축가 산티아고 칼라트라바(Santiago Calatrava)가 스페인, 발렌시아에 건축한 Ciutat de les Arts i les Ciències 에서 많은 영감을 얻고, 이것들을 표방해서 디자인한 것이다. 때문에 무르시엘라고 로드스터는 뒷쪽 부분과 엔진 커버가 무르시엘라고 쿠페와 다르다.

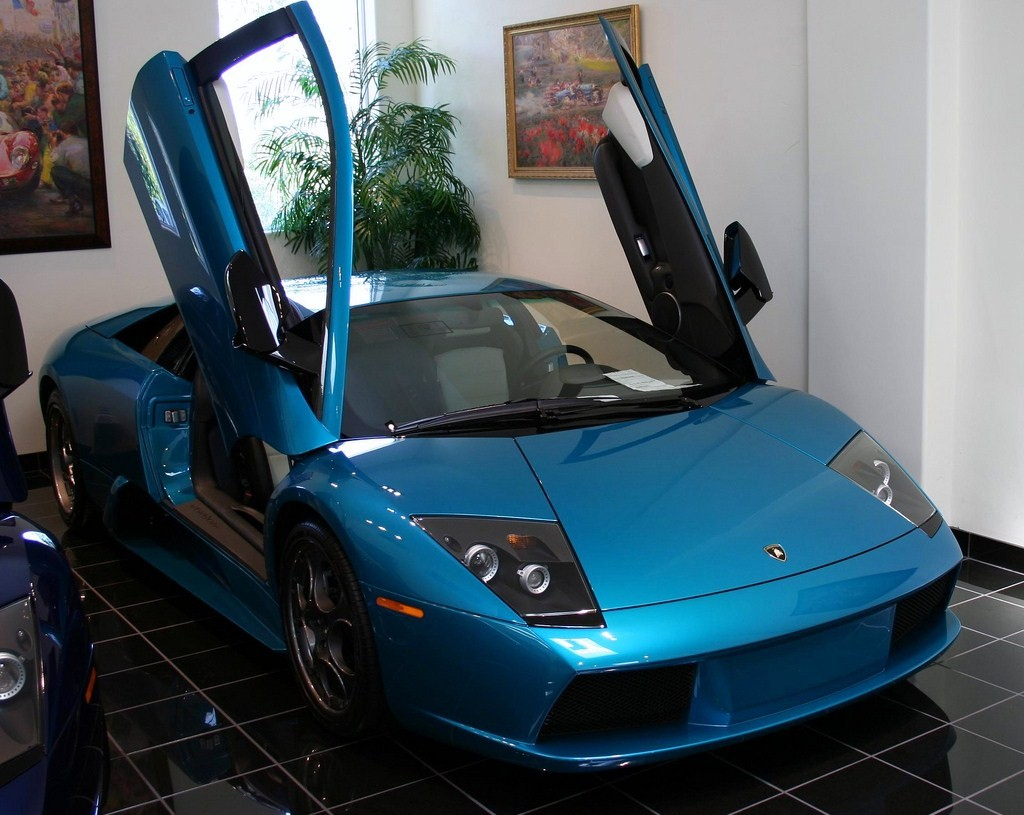
람보르기니 창립 40주년 기념 무르시엘라고

### 람보르기니 40주년 기념 무르시엘라고
2003년, 람보르기니 창립 40주년을 기념하기 위해 특별한 무르시엘라고가 출시됐다. 우선 이 모델은 쿤타치와 디아블로의 명예를 잇고 기념하는 모델과도 같다. 한정판이라는 것을 확실히 각인시켜주는 "Jade-Green" 색상으로 칠해진 파란색 차체는 탄소 섬유로 더 세세하게 꾸며졌다. 휠도 탄소 섬유로 꾸며졌고, 배기구는 더 개선된 모양새를 하고 있다. 후방 창문(실내 뒷쪽)에는 차대번호가 명판(plaque)으로 만들어져서 붙어있다. 실내는 새로운 가죽으로 덮혀있으며, 여러 전자장비들이 추가됐다. 40주년 한정 모델은 50대만 제작됐다.

## 2세대

### LP640

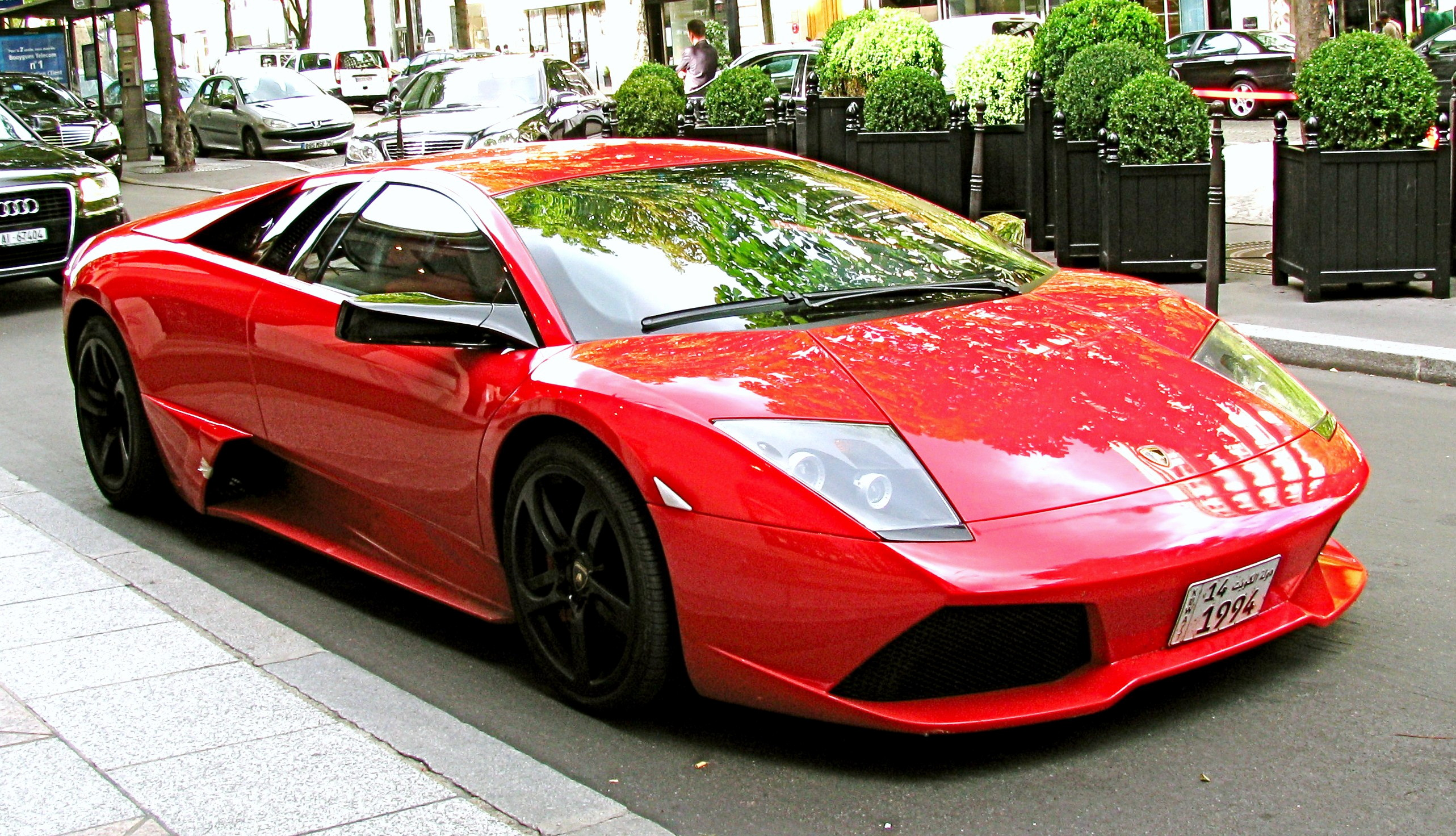
무르시엘라고 LP640 쿠페

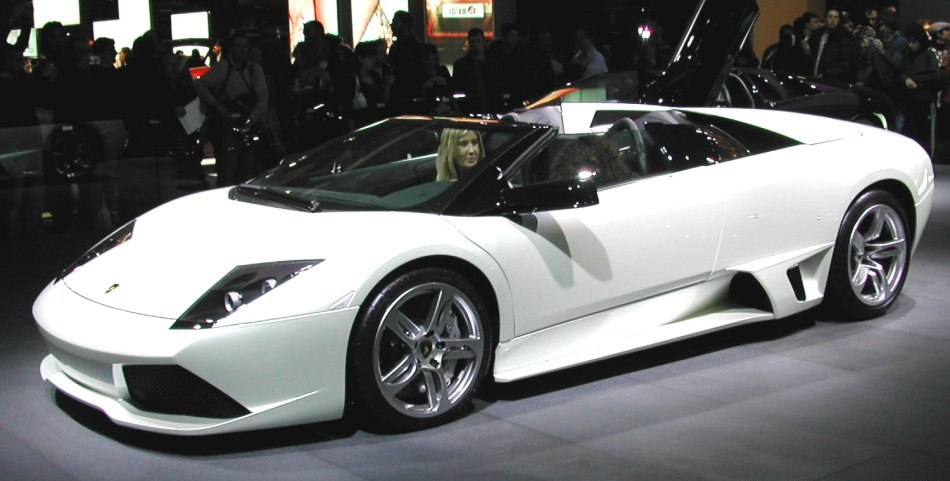
무르시엘라고 LP640 로드스터

2006년 3월에 제네바 모토 쇼에서 새로운 버전의 람보르기니 무르시엘라고가 공개됐다. 엔진의 위치와 각도 및 출력에 맞춰 새로운 이름인 LP640이라는 이름을 달고 등장했다. 640PS (631마력)에 엔진의 회전수는 8,000RPM으로 증가한 V12 엔진이 탑재됐다. 배기량 역시 6.5리터로 늘어났다.
앞뒤의 덮개와 양옆의 공기 흡입구가 변경되는 등 기존의 무르시엘라고와 큰 차이는 없었지만 외형상 약간의 변화가 생겼다. 또한 배기구의 모양이 달라졌고, 좌측의 공기 흡입구에는 기름 냉각기가 들어갈 공간이 필요해 조금 더 커졌다.(외부로 나오는 흡입구의 크기는 똑같지만 내부의 크기는 달라졌다.) 사륜구동(AWD) 시스템과 서스펜션이 전체적으로 많이 개선되었다. 또한 사륜구동을 제어하는 장비도 갖추었다. 람보르기니가 "E-Gear"라고 부르는 6단 순차 수동 변속기를 장착했다. 뒷쪽 타이어는 335/30 크기라 뒷쪽 바퀴가 훨씬 크다.(쿤타치 때부터 뒷바퀴를 훨씬 크게 만드는 람보르기니의 전통적인 방식이다. 쿤타치와 디아블로 역시 뒷쪽 바퀴가 훨씬 크다.) 지붕과 머리 사이의 공간이 엄청나게 늘어났을 정도로 실내 좌석은 아주 많이 수정됐다. 대시보드가 향상되며 음향 장비도 더 좋은 것으로 교체됐다. 미국의 희망 소비자 가격은 318,800 달러였다. '강화 탄소 섬유(Carbon fibre-reinforced Silicon Carbide, C/SiC) 세라믹 컴포지트 브레이크'와 크롬으로 도금된 패들 시프터, 그리고 유리로 만들어진 엔진 커버 등이 옵션으로 제공됐다. 또한 미드쉽 엔진의 차량이 가지고 있는 초반에 언더성향이 나는 코너링도 전자제어장치(ESP)로 상당부분 해결했고 크고 무거운 엔진을 단 차량답지 않게 날카롭고 샤프한 코너링을 보여줬다.
2008년식 무르시엘라고 LP640의 연비는 6단 기어를 장착한 것을 기준으로 시내주행에서 약 4km/ℓ (9.6 mpg)를 기록했고, 고속도로 주행에서는 약 6.8 4km/ℓ (16 mpg)를 기록했다. 2008년식 무르시엘라고 LP640이 다른 연도에 만들어진 모델보다 훨씬 나은 연비를 기록한 것이다. EPA 공인이다.
2006년에 LA 오토 쇼에서 람보르기니 무르시엘라고 LP640 로드스터 버전이 공개됐다.

### LP640 베르사체

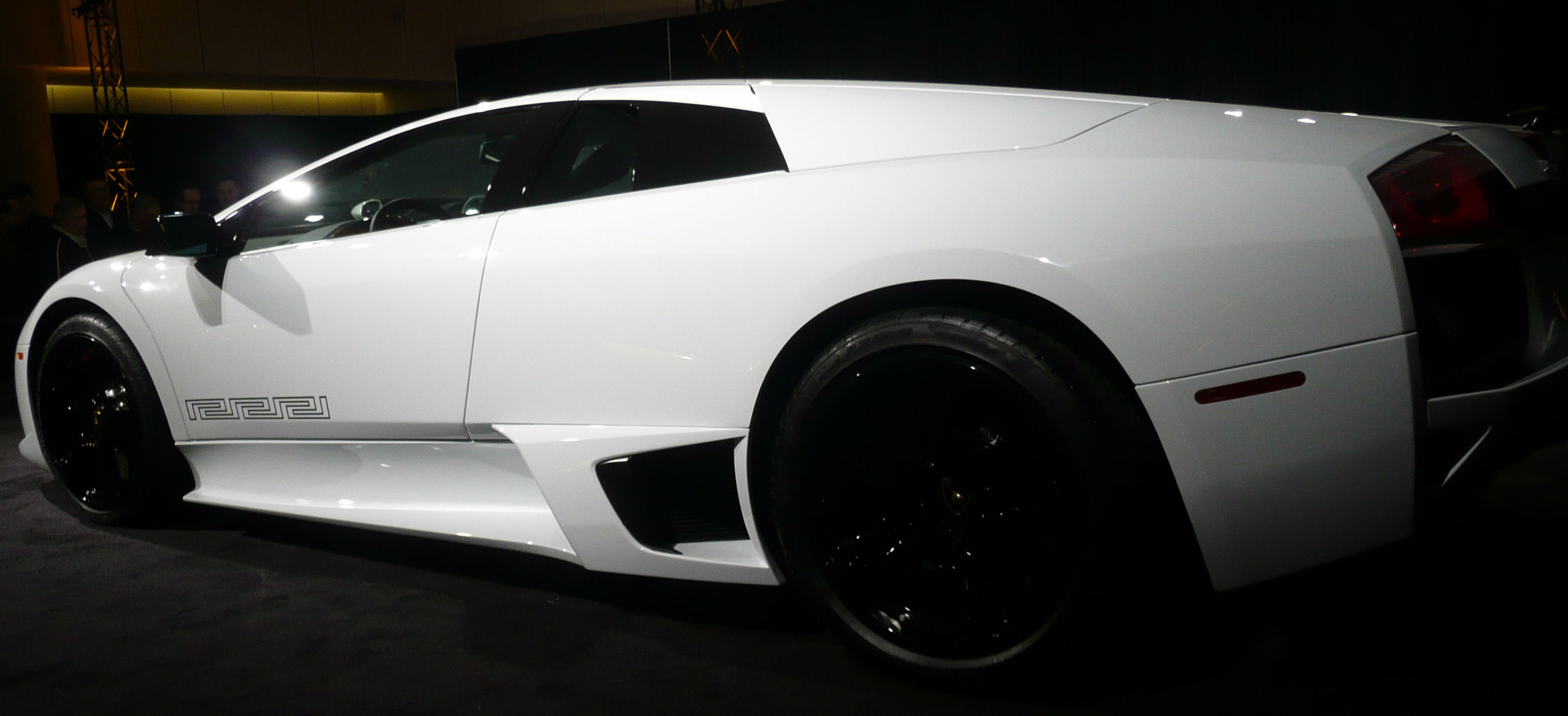
토론토 오토쇼에서 공개된 LP640 베르사체

무르시엘라고 LP640 베르사체(Versace)는 LP640의 특별 한정판 모델이다. 2006 파리 모토 쇼에서 처음으로 공개됐다. 안팎으로 흑백 조화를 이룬 이색조가 특징인 차량 자동차이다. 쿠페 버전은 총 20대가 제작됐는데, 10대는 흰색(실내는 검은색)이고, 10대는 검은색(실내는 흰색)이다. 인테리어는 베르사체 가죽으로 치장됐는데, 중요한 것은 이 자동차가 이탈리아 출신의 유명 패션디자이너 지아니 베르사체(Gianni Versace)를 기리는 자동차라는 것이다.(지아니 베르사체는 절대 자동차 디자이너가 아니다.) 때문에 실내에는 그의 패션 로고가 새겨진 명판이 있다. 20대의 쿠페 외에 20대의 LP640 로드스터 베르사체도 만들어졌다. 앞서 말한 것처럼 10대는 외관이 흰색이고 실내가 검은색이며, 다른 10대는 외관이 검은색이고 실내가 흰색이다.(총 제작 대수는 40대이다.)

### LP650-4 로드스터
2009년, 무르시엘라고 LP640 로드스터를 기반으로 한 한정판 모델인 LP650-4 로드스터가 출시됐다. 자동차에 탑재된 엔진은 650 PS (641 마력)의 출력과 660 N · M의 토크를 내며, 100 km/h (62 mph) 가속력은 3.4초에 불과하고 최고 속도는 330km/h (210 mph)이다. LP650-4 로드스터는 Grigio Telesto 색상(거의 회색)과 Arancio 색상(오렌지색)이 독특하게 칠해져 디자인 자체가 매우 강조되어 있다. 인테리어에도 이 두 종류의 색상만 칠해져 있는데, 비대칭적인 대쉬보드 디자인이 특징이다.

### LP670-4 슈퍼-벨로체

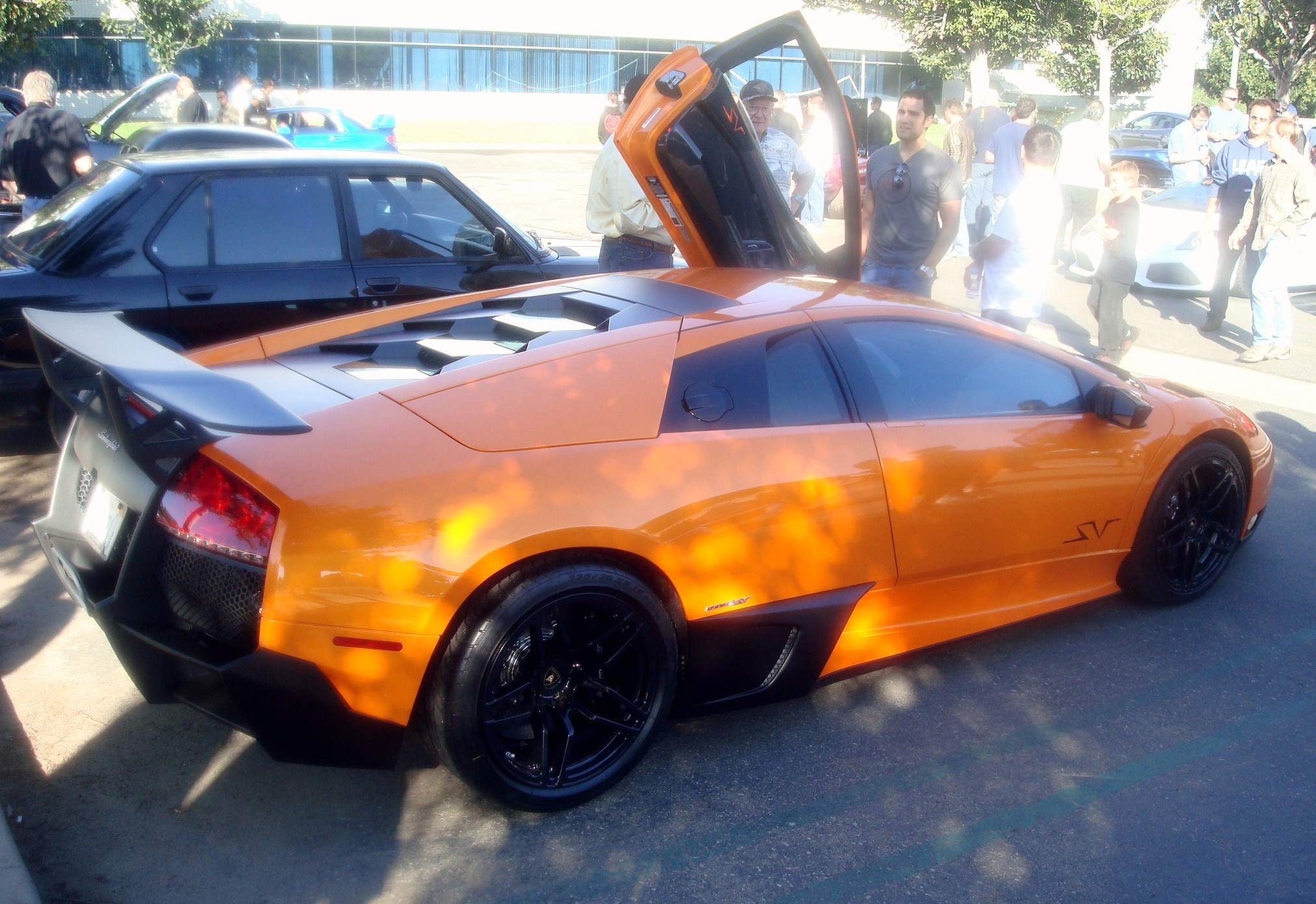
람보르기니 무르시엘라고 LP670-4 슈퍼-벨로체

2009년에 제네바 모터 쇼에서 LP640을 기반으로 한 새로운 람보르기니 무르시엘라고인 LP670-4 슈퍼-벨로체(SV, Super-Veloce)가 베일을 벗었다. SV라는 이름은 Super-Veloce의 줄임말이며, 영어 표현은 "Super Fast"이다. 한글 뜻은 "아주 빠름"이다. 생산하는 차종들 가운데 고성능으로 개조된 모델에만 부여하는 일종의 코드네임이다. 디아블로 SV부터 본격적으로 사용했으며 미우라가 사용한 적도 있다.
밸브 타이밍과 새로운 흡입 시스템이 수정되었고, 따라서 슈퍼-벨로체에 탑재된 V12 엔진의 출력은 670PS (661마력) @ 8,000RPM으로, 토크는 660N · M @ 6,500RPM으로 증가됐다. 외관과 실내의 몇몇 부품 등을 탄소 섬유로 교체하거나 새로 만들었고, 더 가벼운 배기구를 장착한 덕택에 100kg이나 무게를 줄일 수 있었다. 이 외에 성능을 위해 크게 개선된 점은 없다. 기존 LP640에게 옵션으로 제공되던 6피스톤 캘리퍼와 15인치 카본 세라빅 디스크 브레이크, 18인치의 검은색 휠 등만 기본으로 제공했을 뿐이다. 또한 람보르기니는 자세한 사항을 공개하지 않았다.
2009년 7월에 카 앤 드라이브 잡지에서 LP670-4 SV의 성능을 시험했다. 100km/h (62 mph)까지의 가속은 3.2초만 소요됐고, 옵션으로 제공되는 작은 스포일러가 부착될 경우 최고 속도는 342km/h (213 mph), 기본으로 제공되는 에어로팩 스포일러를 장착할 경우 최고 속도는 337km/h (209 mph)였다. 한편, 람보르기니의 연구 개발 팀장 마우리지오 리자이아니(Maurizio Reggiani)는 LP670-4 SV의 조향 성능은 고속에서 민감했던 것이 조율됐다고 밝혔다.
무르시엘라고 라인업 중 최상위에 속한 무르시엘라고 LP670-4은 350대 한정판으로 제작됐으며, 가격은 450,000달러이다.

#### LP670-4 슈퍼-벨로체 중국 특별 한정판
2010년 4월에 람보르기니는 LP670-4의 중국슈퍼-벨로체 차이나 리미티드 에디션을 발매했다. 앞서 설명한 자동차의 성능과 똑같으며, 단지 외관에 특별한 무늬를 새겨넣은 모델이다. 위에 설명한 자동차(슈퍼-벨로체)는 이미 다 팔렸지만 중국의 인구를 생각해볼 때 구매자가 더 있을 가능성이 있기 때문에 중국에서만 판매되는 모델이다. 몇 대가 생산되는지는 알려지지 않았으나 위의 차와 똑같이 350대가 생산될 것이라 알려졌다.

## 모터스포츠

### 무르시엘라고 R-GT

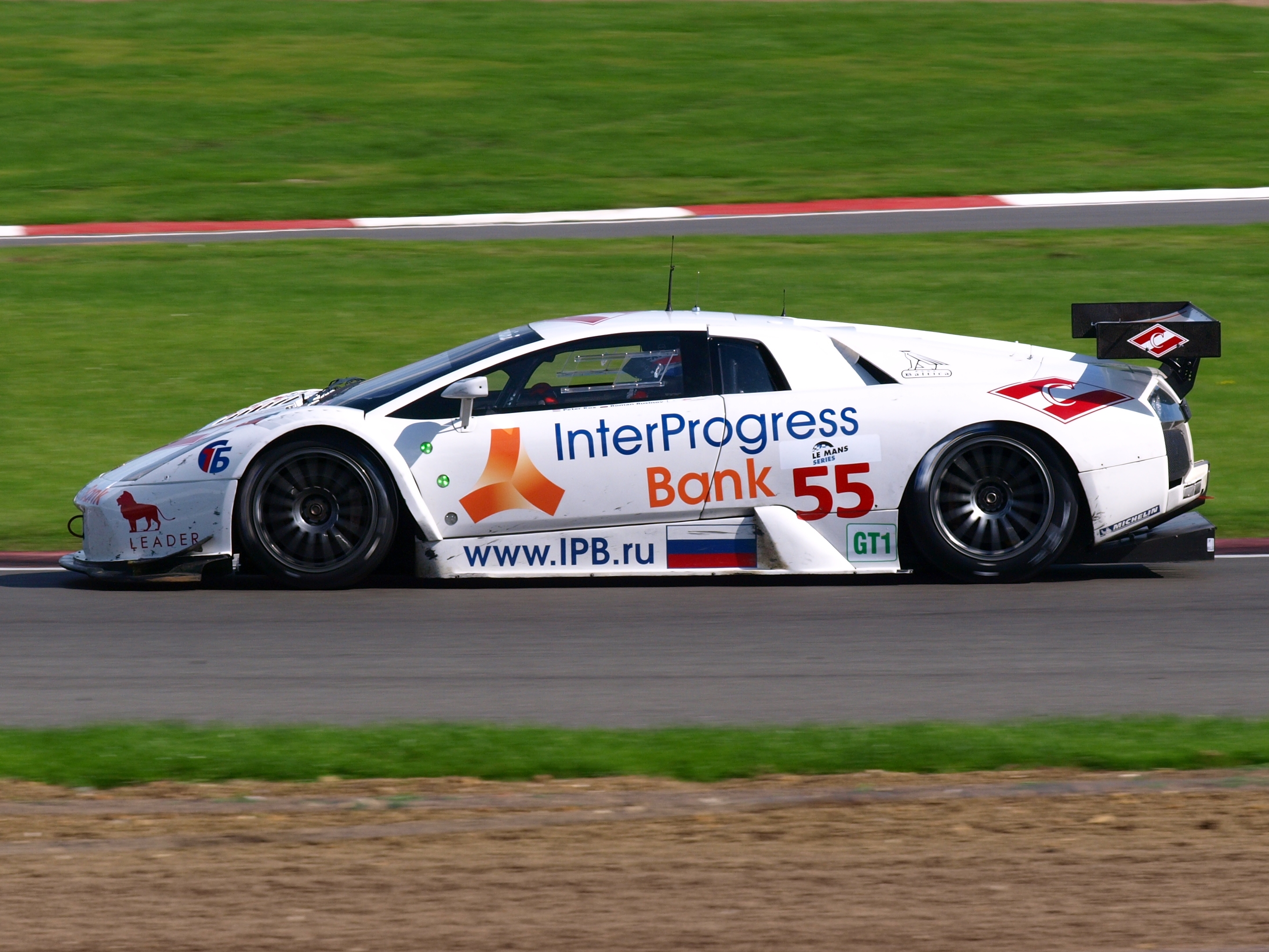
레이터 엔지니어링(Reiter Engineering)의 무르시엘라고 R-GT. IPB(InterProgress Bank)가 주최한 스파르탁(Spartak) 레이싱 경기에서

아우디 스포츠와 레이터 엔지니어링 회사가 공동으로 개발한 무르시엘라고의 레이싱 버전인 무르시엘라고 R-GT이다. 이 자동차는 공공도로에서 탈 수 있게 개조된 것이 없고, 무조건 레이싱 전용이다. FIA와 ACO, JAF 규율에 준수하는 경주용 자동차를 만들기 위해 후륜구동으로 개조됐다.(원래 무르시엘라고는 사륜구동이다.)
엔진은 그대로인데 공기 흐름 제한 장치의 출력이 조율됐다. 특별한 경주 트랙을 위해 기어비가 변하였고, 때문에 가속력과 최고 속도도 높아졌다. 2006년 12월에 항력 계수를 낮추기 위해 새로운 스포일러를 장착하고 차체를 새로 손 본 무르시엘라고 R-GT LM이 레이터 엔지니어링에 의해 테스트됐다. 그리고 2007년 3월, All-Inkl.com이 주최한 FIA GT 챔피언십 주하이 국제 서킷 2시간 달리기에서 우승했다. 2009년 4월에 GT1 클래스에서 우승한 경력이 있는 IPB 스파르탁 레이싱 팀의 무르시엘라고 R-GT가 시보레 콜벳 C6-R과 설린 S7-R과 함께 르망 시리즈(LMS) 가 주최한 카탈루냐 1000km 달리기 경기에 출전했다. IPB 스파르탁 레이싱 팀에서 무르시엘라고 R-GT를 운전한 사람은 러시아의 로만 루시노브(Roman Rusinov)와 독일의 피터 콕스(Peter Kox)였다. 그들은 1등 콜벳을 재치지 못하고 결승선까지 두 바퀴나 벌어져 준우승이었다. 그 후의 경기에도 참여했지만 기술적인 반칙을 저질러 실격하고 말았다. 무르시엘라고 R-GT는 두 번의 국제 경기에서 우승한 경력이 있다.

### 무르시엘라고 RG-1
일본의 람보르기니 오너 클럽(JLOC)이 슈퍼 GT에 출전하기 위해 만든 무르시엘라고 R-GT이다.
2006년 3월에 슈퍼 GT가 개최한 스즈카 500 km 달리기 경주에서 GT300 클래스로 출전해 첫 승리를 거머쥐었다.

### 무르시엘라고 LP670 R-SV
GT1 월드 챔피언십에 출전하기 위해 FIA 규율에 준수하는 새로운 무르시엘라고 R-GT이다. 레이터 엔지니어링 회사가 만들고 있다.

### 람보르기니 미우라 컨셉트

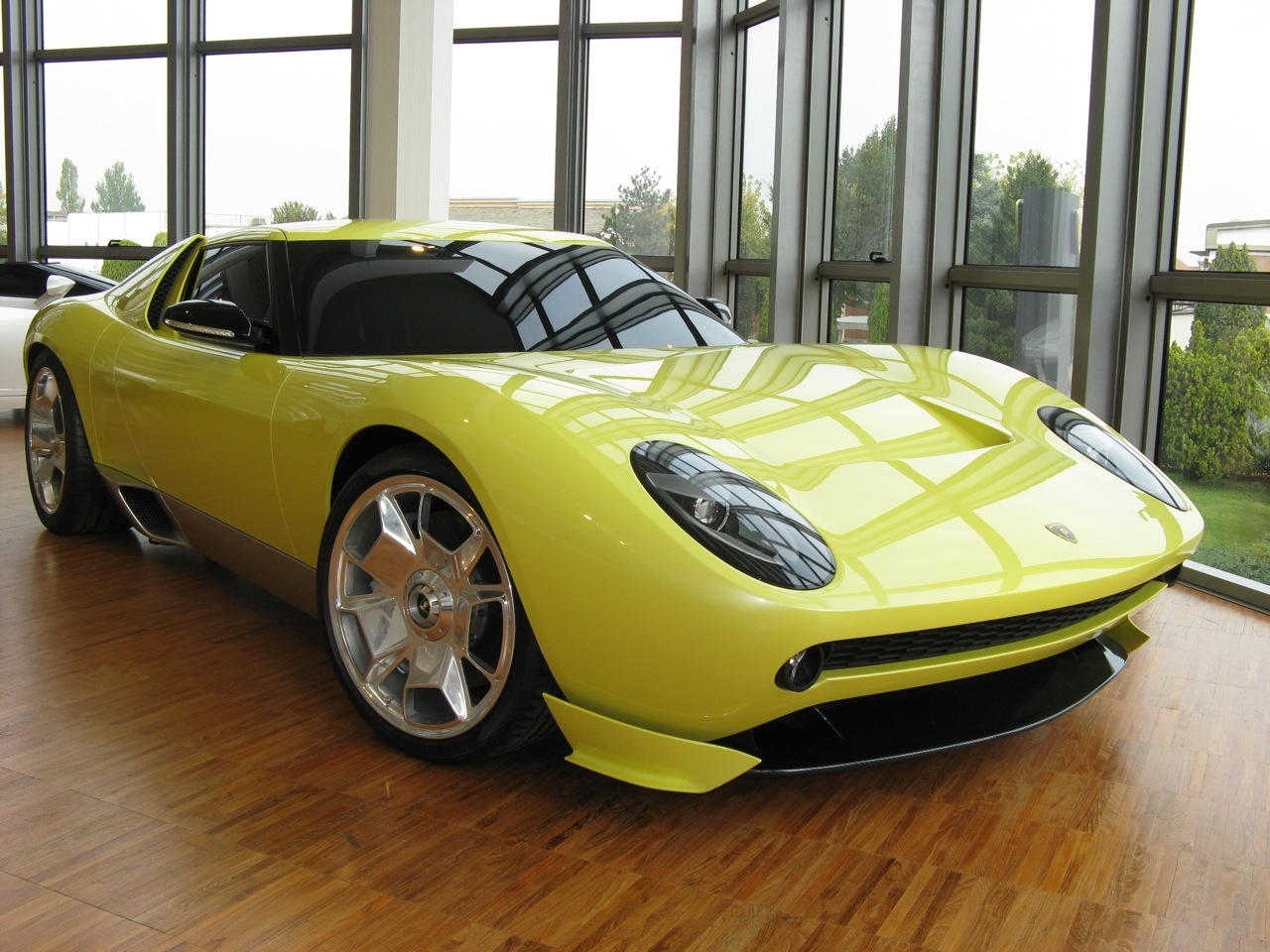
2006년 미우라 컨셉트

### 람보르기니 레벤톤

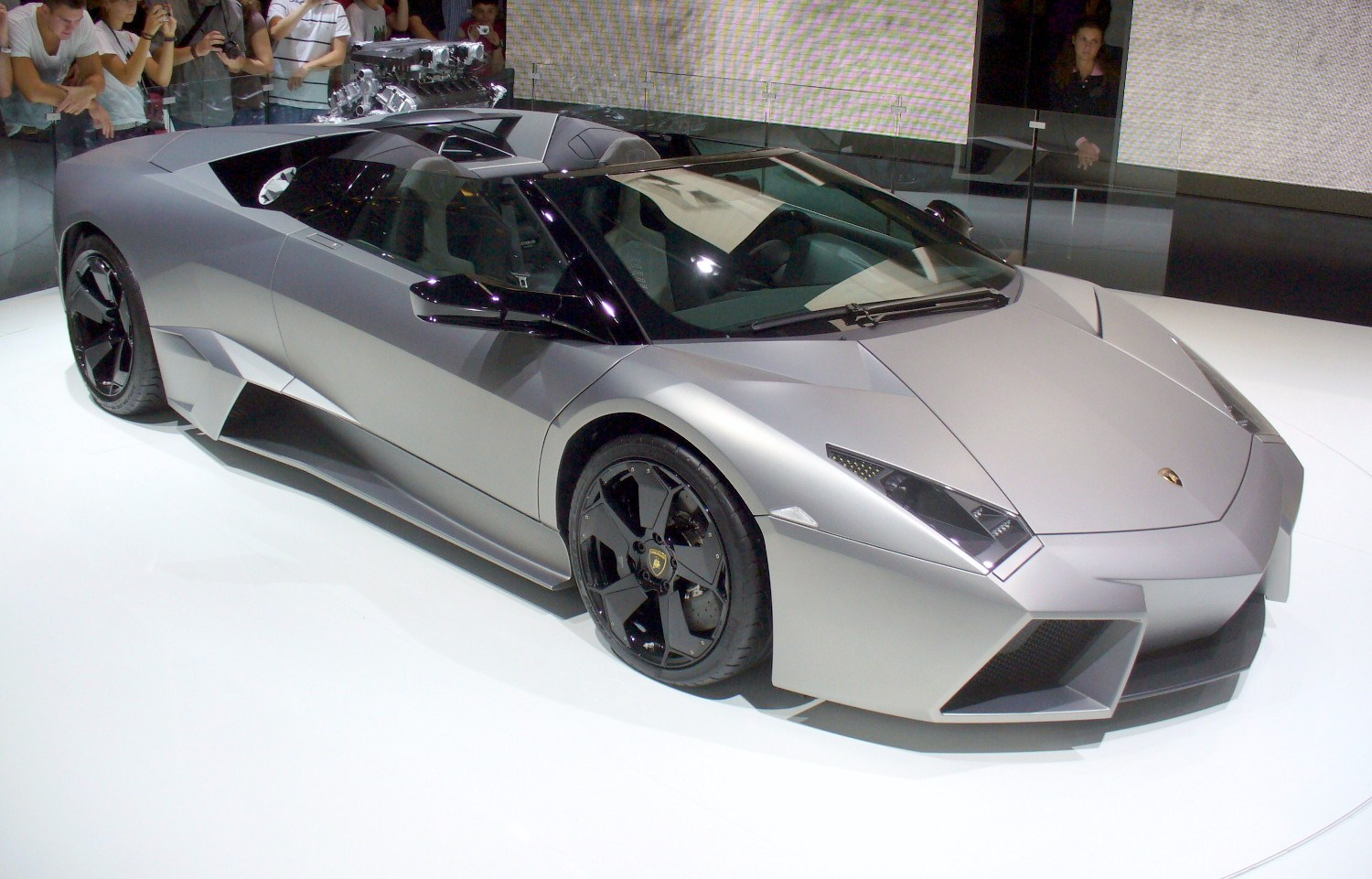
람보르기니 레벤톤

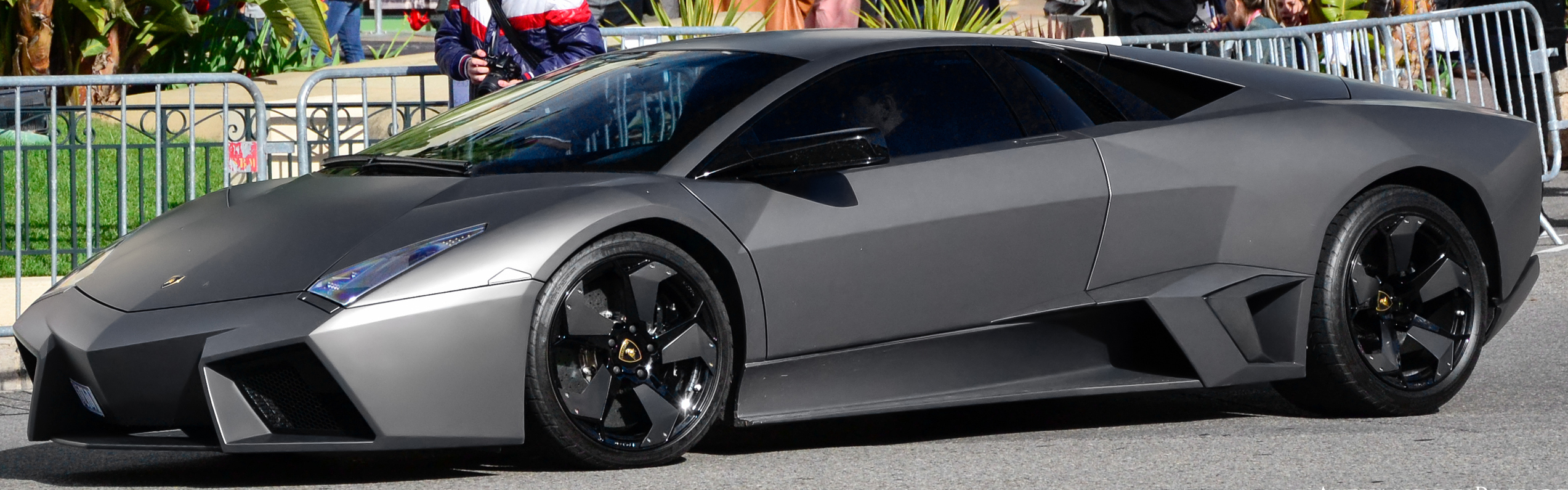
람보르기니 레벤톤

### 람보르기니 베네노

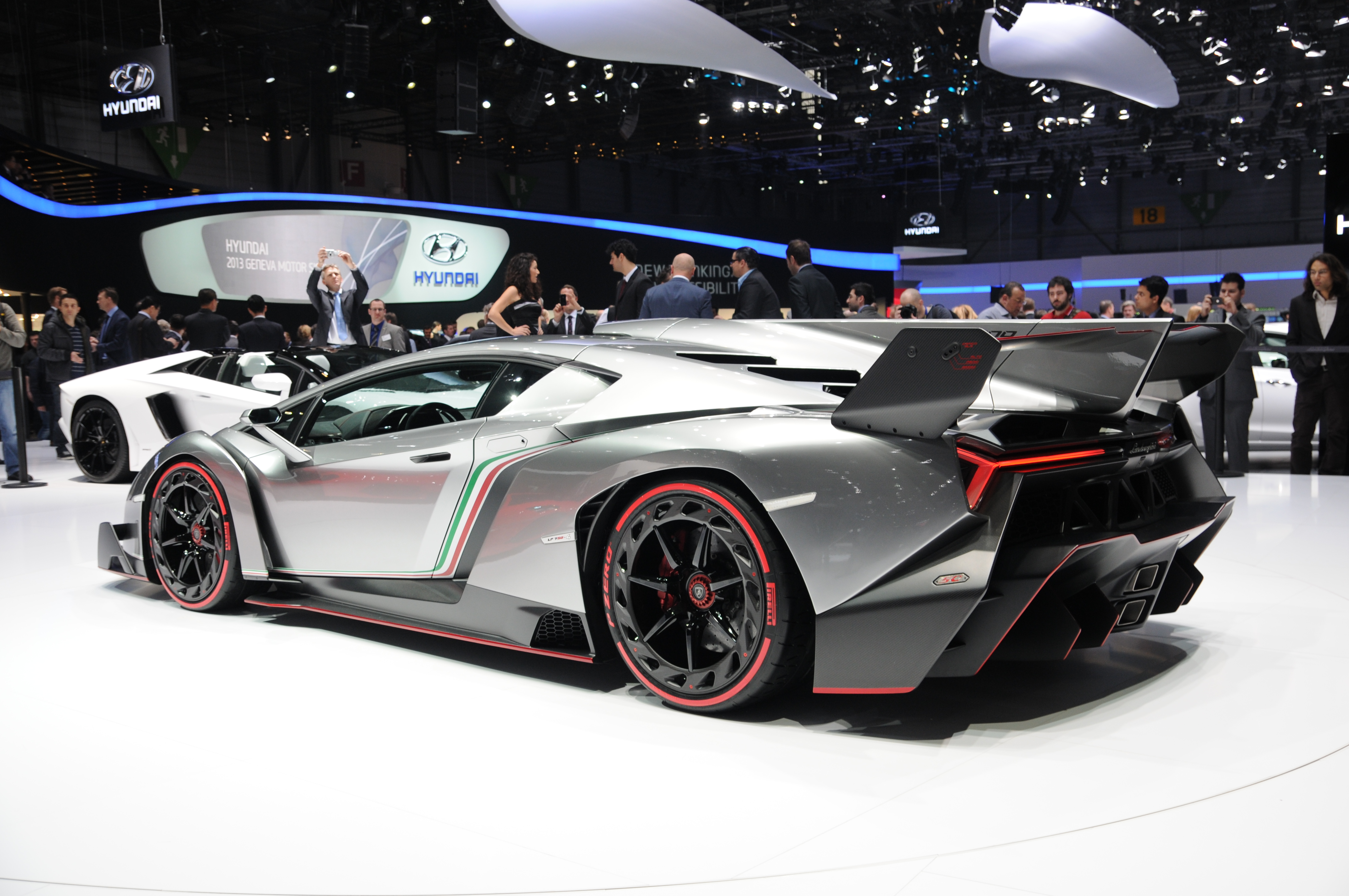
베네노

## 관련 차종

### 후속 차량람보르기니 아벤타도르

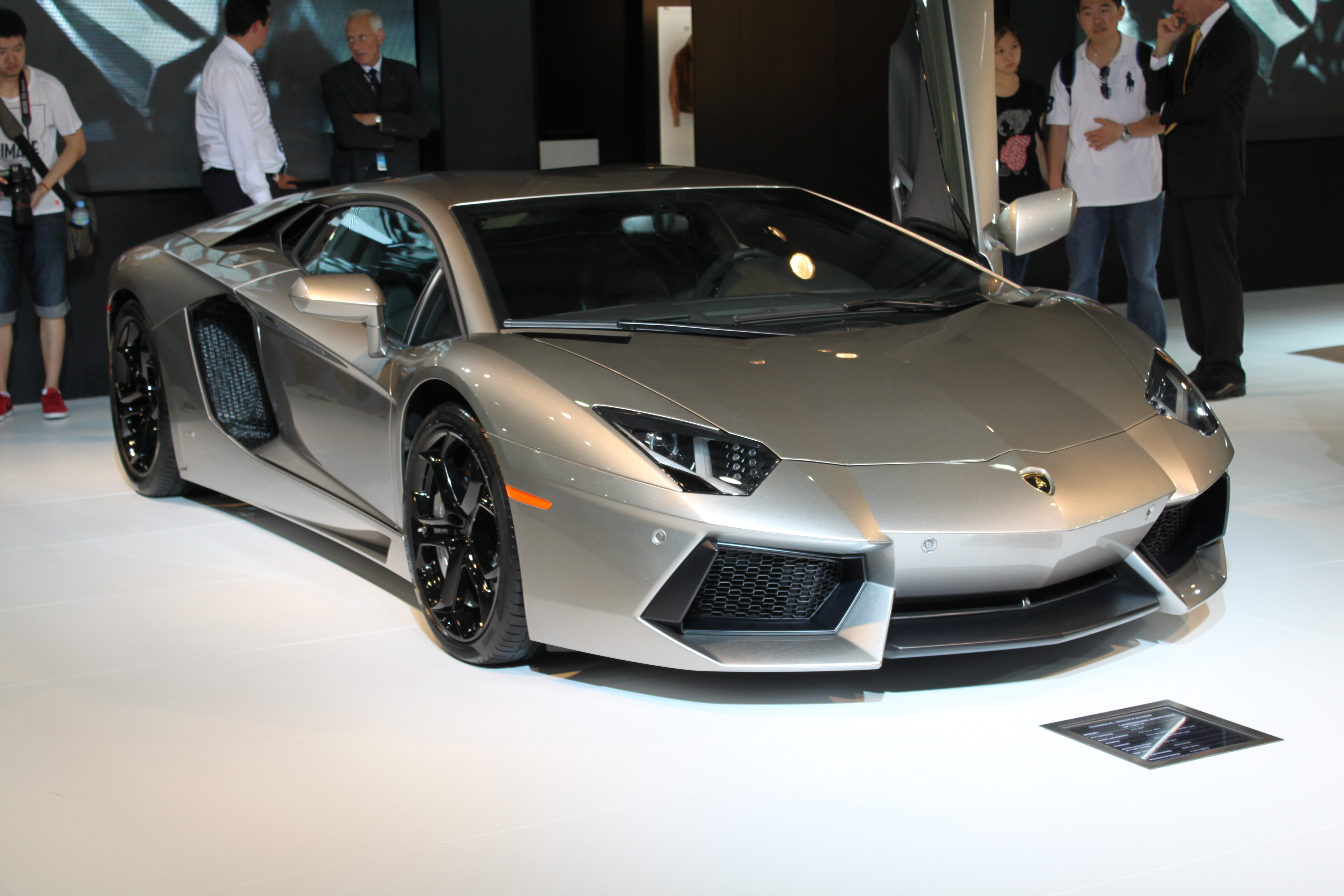
Lamborghini Aventador LP700-4

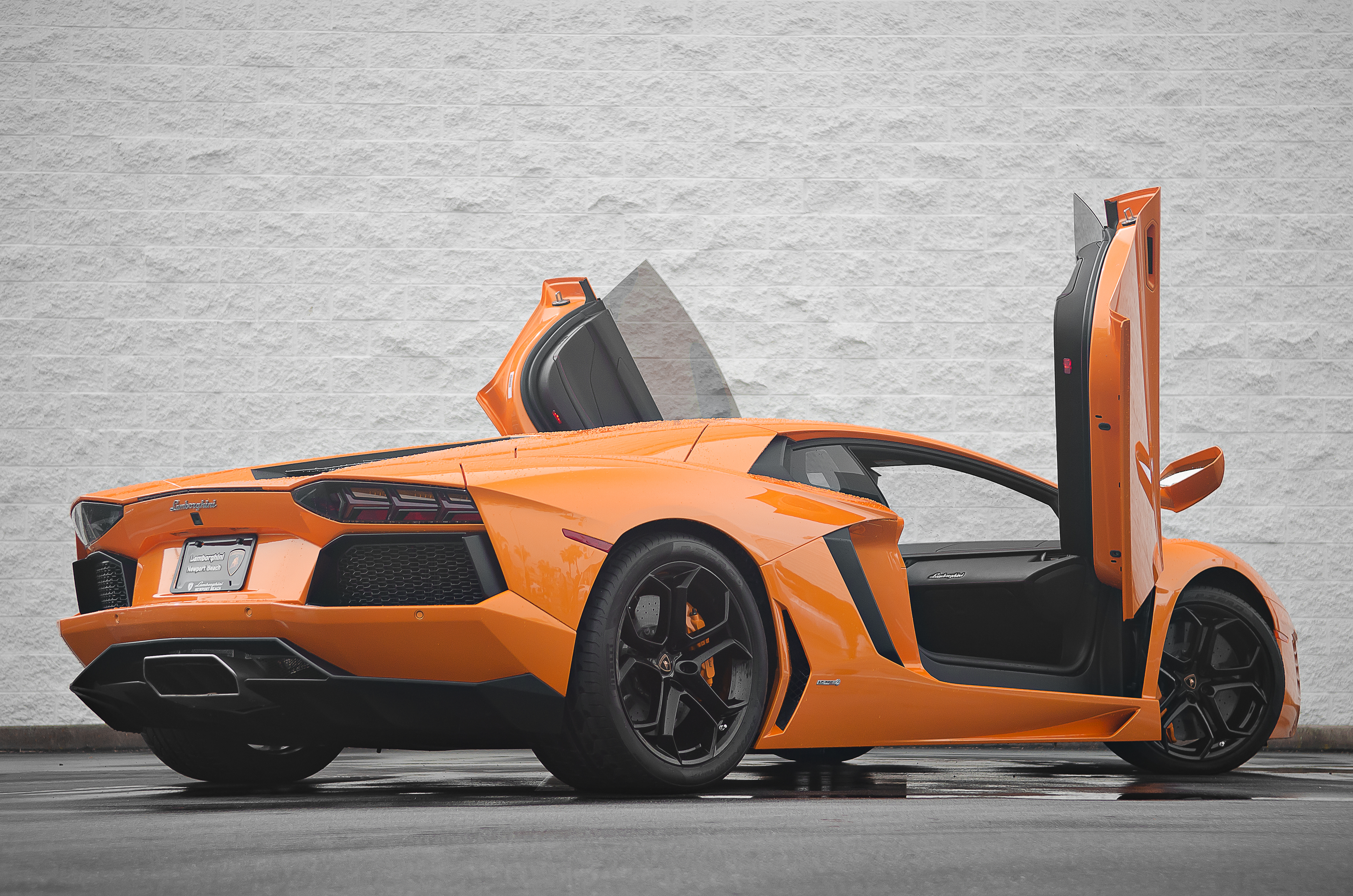
Lamborghini Aventador with its signature scissor doors open

2001년부터 생산해 온 무르시엘라고가 2010년 11월 10일을 끝으로 단종되었다. 후속 모델은 83X로 예정되어 있다. 한편, 2010년 2월에 프로토타입으로 보이는 람보르기니의 새로운 자동차가 위장한 채 혹한기 테스트를 받고 있는 스파이샷이 인터넷에 유포됐다. 람보르기니의 새로운 V12 자동차의 이름은 "조타"라고 알려졌었다. 당연히 루머이지만 충분히 가능성이 있는 루머이며, 1970년에 밥 월리스가 딱 한 대를 제작했지만 사라진 미우라 조타의 부활이라는 소문도 있었다. 그러다 2010년 12월경, 람보르기니는 VIP 고객들의 이메일로 무르시엘라고의 후속 차량의 제원과 옵션 도표 등을 공개했다. 이것을 미국의 한 자동차 전문 블로그가 공개하면서 자동차의 이름이 아벤타도르라고 알려졌다.

## 성능

### 엔진
| 이름                             | 엔진      | 출력                                | 토크                            |
| -------------------------------- | --------- | ----------------------------------- | ------------------------------- |
| 무르시엘라고 (01 - 05)           | 6.2L V12  | 580 PS (427 kW, 572 hp) @ 7,500 RPM | 649 N·M (479 lb·ft) @ 5,400 RPM |
| 무르시엘라고 LP640               | 6.5L V12  | 640 PS (471 kW, 631 hp) @ 8,000 RPM | 660 N·M (487 lb·ft) @ 6,000 RPM |
| 무르시엘라고 LP640 로드스터      | 위와 동일 | 640 PS (471 kW, 631 hp) @ 8,000 RPM | 660 N·M (487 lb·ft) @ 6,000 RPM |
| 무르시엘라고 LP650-4 로드스터    | 위와 동일 | 650 PS (478 kW, 641 hp)             | 660 N·M (487 lb·ft)             |
| 무르시엘라고 LP670-4 슈퍼-벨로체 | 위와 동일 | 670 PS (493 kW, 661 hp) @ 8,000 RPM | 660 N·M (487 lb·ft) @ 6,500 RPM |

### 변속기
| 모델                                                                                         | 기본 제공                 | 옵션 선택                 |
| -------------------------------------------------------------------------------------------- | ------------------------- | ------------------------- |
| 무르시엘라고, 무르시엘라고 LP640, 무르시엘라고 LP640 로드스터, 무르시엘라고 LP650-4 로드스터 | 6단 수동 변속기           | 6단 반자동(E-Gear) 변속기 |
| 무르시엘라고 LP670-4 슈퍼-벨로체                                                             | 6단 반자동(E-Gear) 변속기 | 6단 수동 변속기           |

### 주행 성능
| 모델                             | 60 mph 가속 | 100 km 가속 | 100 mph 가속 | 200 km 가속 | 300 km 가속 | 400미터 드래그(쿼터마일) | 최고 속도                                           |
| -------------------------------- | ----------- | ----------- | ------------ | ----------- | ----------- | ------------------------ | --------------------------------------------------- |
| 무르시엘라고                     | 3.8초       | --          | 8.6초        | 11.4초      | 34.2초      | 12.6초 / 116 mph         | 330 km/h (람보르기니 발표)                          |
| 무르시엘라고 로드스터            | --          | 3.8초       | --           | 12.8초      | --          | --                       | 330 km/h (람보르기니 발표)                          |
| 무르시엘라고 LP640               | 3.4초       | --          | 7.5초        | 10.2초      | 31.5초      | 11.4초 / 127 mph         | 340 km/h (람보르기니 발표) 360 km/h (아우토반 주행) |
| 무르시엘라고 LP640 로드스터      | --          | 3.5초       | 8.1초        | 11.3초      | 39.5초      | 11.8초 / 126 mph         | 330 km/h (람보르기니 발표)                          |
| 무르시엘라고 LP650-4 로드스터    | 3.4초       | --          | --           | --          | --          | --                       | 330 km/h (람보르기니 발표)                          |
| 무르시엘라고 LP670-4 슈퍼-벨로체 | 3.2초       | --          | 6.8초        | 9.9초       | 29.7초      | 10.9초 / 134.4 mph       | 342 km/h(작은 스포일러) 337 km/h(에어로팩 스포일러) |

## 생산/판매량

### 연도별 판매량
| 연도   | 판매량 |
| ------ | ------ |
| 2001년 |        |
| 2002년 |        |
| 2003년 |        |
| 2004년 |        |
| 2005년 |        |
| 2006년 | 444대  |
| 2007년 | 629대  |
| 2008년 | 637대  |
| 2009년 | 331대  |
| 2010년 |        |
| 합계   | 4099대 |

### 모델별 생산량
| 모델                                         | 생산량           |
| -------------------------------------------- | ---------------- |
| 무르시엘라고                                 | --               |
| 무르시엘라고 로드스터                        | 300대            |
| 무르시엘라고 LP640                           | --               |
| 무르시엘라고 LP640 로드스터                  | --               |
| 무르시엘라고 40주년 기념 모델(한정판)        | 50대             |
| 무르시엘라고 LP640 쿠페 베르사체(한정판)     | 20대             |
| 무르시엘라고 LP640 로드스터 베르사체(한정판) | 20대             |
| 무르시엘라고 LP650-4 로드스터(한정판)        | 50대             |
| 무르시엘라고 LP670-4 슈퍼벨로체(한정판)      | 350대            |
| 무르시엘라고 LP670-4 슈퍼벨로체 중국(한정판) | 10대 또는 미확인 |